# Nukutavake (atolón)
Nukutavake es un atolón del archipiélago Tuamotu, en la Polinesia Francesa. Está situado al este y centro del archipiélago, a 1.125 km de Tahití.

## Geografía
Es un atolón alargado de 5,2 km de largo y una anchura variable entre 450 m y 1,3 km. La superficie total es de 5,5 km². La laguna es poco profunda y ha sido parcialmente secada y cubierta de densa vegetación. El anillo coralino tiene una gran extensión de cocoteros. La villa principal es Tavananui, con muchas casas abandonadas debido a la emigración a Tahití. La población total es de 188 habitantes tomando el censo de 2012, y viven principalmente de la pesca y la producción de copra. Dispone de un aeródromo. 

## Historia
El primer europeo en mencionarlo fue Samuel Wallis en 1767, que lo denominó Reina Carlota (Queen Charlotte).

## Comuna de Nukutavake
Administrativamente Nukutavake es la cabeza de una comuna de su nombre, Nukutavake, que incluye las asociadas de Vahitahi y Vairaatea, además de los atolones deshabitados de Akiaki y Pinaki.
| Isla       | Población (censo 2012) | Superficie (km²) |
| ---------- | ---------------------- | ---------------- |
| Nukutavake | 188                    | 5,5              |
| Vahitahi   | 105                    | 2,5              |
| Vairaatea  | 57                     | 3                |
| Pinaki     | 0                      | 1,3              |
| Akiaki     | 0                      | 1,7              |
| TOTAL      | 334                    | 13               |